# Fudbalski klub Inđija
Il Fudbalski klub Inđija (serbo ФК Инђија) è una società calcistica serba con sede nella città di Inđija. Nella stagione 2024-2025, il club milita nella Prva Liga Srbija, la seconda divisione del campionato serbo.

## Storia
Il club viene fondato nel 1933 dai ferrovieri della città come ŽAK Inđija. All'inizio della propria storia cambia denominazione varie volte, diventando FK Železničar Inđija fino al 1969, quando assume il nome di FK PIK Inđija. Nel 1975 cambia ancora nome in seguito al cambio di sponsor e diventa FK Agrounija, che manterrà fino al 1994, quando assume la denominazione attuale (ad eccezione di un breve periodo, dal 2001 al 2003, dove per ragioni di sponsor cambiò nome in FK Brazda Coop). Durante l'esistenza della RSFJ il club ha principalmente militato nella terza divisione fino al 1992, quando riesce a raggiungere la promozione nella seconda divisione jugoslava e nella stessa stagione arriva ai quarti di finale della Coppa di Jugoslavia. Dal 1994 l'FK Inđija milita nella quarta divisione (Vojvođanska Liga). Nel 2005 si classifica al primo posto nella Vojvođanska Liga, vincendo la promozione nella Srpska Liga "Vojovdina", ovvero la terza divisione del sistema calcistico serbo. Nella stagione successiva (2005-2006) si guadagna la seconda promozione consecutiva nella Prva Liga Srbija (seconda divisione) e nella stessa stagione raggiunge anche i quarti di finale della Coppa di Serbia e Montenegro.
Durante la stagione 2009-2010 l'FK Inđija vince la Prva Liga e viene promosso per la prima volta nella propria storia in Superliga, raggiungendo per la prima volta la massima serie serba, ma termina il suo primo campionato al 15º posto e di conseguenza retrocede nuovamente in Prva Liga. Riesce a tornare in Superliga nel 2019, classificandosi al 3º posto in Prva Liga e guadagnandosi un posto ai play-off, vincendoli, battendo in semifinale lo Zlatibor (2-1) ed in finale il Radnički Kragujevac. Dopo la vittoria contro il Radnički si gioca il posto in Superliga contro la Dinamo Vranje, che finì al 14º posto nella massima serie. Si guadagna il posto nella massima divisione vincendo con il risultato aggregato di 3-2 (3-0 all'andata e 0-2 al ritorno).

## Stadio
Il club gioca le partite casalinghe allo Stadion FK Inđija, che può ospitare fino a 4.500 persone. Lo stadio fu ricostruito in occasione delle Universiadi del 2009, aggiungendo la tribuna nord con tabellone e aumentando le dimensioni del terreno di gioco. Nel 2006, l'FK Inđija presentò un progetto per la costruzione di un nuovo stadio da 9.000 posti, che rispetterebbe tutti i criteri UEFA per ospitare partite delle competizioni continentali.

## Palmarès

### Competizioni nazionali
- Prva Liga Srbija: 1

2009-2010
- Srpska Liga: 1

2005-2006 (girone Vojvodina)

### Competizioni regionali
- Novosadski loptački podsavez: 1

1939-1940

### Altri piazzamenti
- Treća Liga:

Terzo posto: 1991-1992 (girone nord)
- Srpska Liga:

Secondo posto: 2007-2008 (girone Vojvodina)
Terzo posto: 2001-2002 (girone Vojvodina)

## Organico

### Rosa 2019-2020
Aggiornata al 20 luglio 2019.
| N. |                   | Ruolo | Calciatore          |
| -- | ----------------- | ----- | ------------------- |
| 1  | Serbia (bandiera) | P     | Dejan Stanivuković  |
| 3  | Serbia (bandiera) | D     | Nikola Dimitrijević |
| 5  | Serbia (bandiera) | D     | Žarko Marković      |
| 6  | Serbia (bandiera) | C     | Ognjen Bjeličić     |
| 7  | Serbia (bandiera) | A     | Milan Bubalo        |
| 8  | Serbia (bandiera) | C     | Nemanja Bosančić    |
| 9  | Serbia (bandiera) | A     | Miloš Podunavac     |
| 10 | Serbia (bandiera) | C     | Srđan Dimitrov      |
| 11 | Serbia (bandiera) | D     | Milijan Ilić        |
| 12 | Serbia (bandiera) | P     | Miloje Preković     |
| 17 | Serbia (bandiera) | C     | Nebojša Bastajić    |
| 18 | Serbia (bandiera) | C     | Mihajlo Banjac      |

| N. |                   | Ruolo | Calciatore         |
| -- | ----------------- | ----- | ------------------ |
| 20 | Serbia (bandiera) | C     | Aleksa Andrejić    |
| 21 | Serbia (bandiera) | D     | Nikola Anđeljković |
| 22 | Serbia (bandiera) | C     | Milan Janjić       |
| 23 | Serbia (bandiera) | D     | Ivan Rogač         |
| 25 | Serbia (bandiera) | C     | Vasilije Janjić    |
| 27 | Serbia (bandiera) | C     | Branislav Tomić    |
| 30 | Serbia (bandiera) | A     | Brana Ilić         |
| 32 | Serbia (bandiera) | A     | Filip Rajevac      |
| 33 | Serbia (bandiera) | D     | Ivan Josović       |
| 40 | Serbia (bandiera) | D     | Nemanja Vidić      |
| 44 | Serbia (bandiera) | C     | Boško Braštanović  |
| 33 | Serbia (bandiera) | D     | Jovan Krneta       |

### Rosa 2015-2016
| N. |                          | Ruolo | Calciatore         |
| -- | ------------------------ | ----- | ------------------ |
| 1  | Serbia (bandiera)        | P     | Miloš Milinović    |
| 2  | Corea del Sud (bandiera) | C     | Yun Tae Ho         |
| 3  | Serbia (bandiera)        | D     | Marko Rajović      |
| 4  | Serbia (bandiera)        | D     | Miloš Simonović    |
| 5  | Serbia (bandiera)        | C     | Saša Tomanović     |
| 6  | Serbia (bandiera)        | D     | Milan Ilić         |
| 7  | Serbia (bandiera)        | C     | Nenad Jovanović    |
| 8  | Montenegro (bandiera)    | D     | Marko Stanovčić    |
| 11 | Italia (bandiera)        | D     | Arbri Dedja        |
| 12 | Serbia (bandiera)        | P     | Dejan Stanivuković |
| 13 | Serbia (bandiera)        | D     | Goran Smiljanić    |
| 14 | Serbia (bandiera)        | C     | Stefan Bogićević   |
| 15 | Serbia (bandiera)        | C     | Branimir Kostić    |
| 16 | Ghana (bandiera)         | A     | Zakaria Suraka     |
| 17 | Serbia (bandiera)        | A     | Dalibor Rajak      |

| N. |                       | Ruolo | Calciatore          |
| -- | --------------------- | ----- | ------------------- |
| 18 | Serbia (bandiera)     | C     | Nemanja Bosančić    |
| 19 | Serbia (bandiera)     | A     | Aleksandar Dimitrić |
| 21 | Serbia (bandiera)     | A     | Veljko Vuković      |
| 22 | Serbia (bandiera)     | C     | Nikola Rnić         |
| 23 | Serbia (bandiera)     | D     | Nemanja Zdravković  |
| 26 | Ghana (bandiera)      | A     | Yaw Antwi           |
| 28 | Serbia (bandiera)     | A     | Darko Bjedov        |
| 30 | Serbia (bandiera)     | D     | Nikola Stanković    |
|    | Serbia (bandiera)     | P     | Lazar Jovišić       |
|    | Serbia (bandiera)     | D     | Bojan Kovačević     |
|    | Croazia (bandiera)    | C     | Dario Krivokuća     |
|    | Serbia (bandiera)     | C     | Pavle Pavić         |
|    | Montenegro (bandiera) | C     | Nikola Ivanović     |
|    | Serbia (bandiera)     | C     | Slavoljub Đokić     |

### Rosa 2012-2013
| N. |                   | Ruolo | Calciatore          |
| -- | ----------------- | ----- | ------------------- |
| 1  | Serbia (bandiera) | P     | Vladimir Dizdarević |
| 3  | Serbia (bandiera) | D     | Nikola Stanković    |
| 4  | Serbia (bandiera) | C     | Nikola Kordolup     |
| 5  | Serbia (bandiera) | C     | Saša Tomanović      |
| 6  | Serbia (bandiera) | C     | Danilo Marković     |
| 7  | Serbia (bandiera) | D     | Vladimir Livaja     |
| 8  | Serbia (bandiera) | C     | Dušan Želić         |
| 9  | Serbia (bandiera) | A     | Ljubiša Kekić       |
| 10 | Serbia (bandiera) | A     | Bojan Dubajić       |
| 11 | Serbia (bandiera) | C     | Mile Vujasin        |
| 12 | Serbia (bandiera) | P     | Miloš Milinović     |
| 14 | Serbia (bandiera) | D     | Đuro Stevančević    |
| 15 | Serbia (bandiera) | D     | Željko Savić        |

| N. |                   | Ruolo | Calciatore         |
| -- | ----------------- | ----- | ------------------ |
| 18 | Serbia (bandiera) | D     | Marko Živković     |
| 19 | Serbia (bandiera) | D     | Nikola Kolarov     |
| 20 | Serbia (bandiera) | D     | Aleksa Dukanac     |
| 21 | Serbia (bandiera) | A     | Danko Pavković     |
| 22 | Serbia (bandiera) | A     | Darko Lemajić      |
| 25 | Serbia (bandiera) | D     | Čedomir Tomčić     |
| 26 | Serbia (bandiera) | C     | Dušan Ivković      |
| 29 | Serbia (bandiera) | D     | Darko Adamović     |
| 30 | Serbia (bandiera) | C     | Srđan Dimitrov     |
| 45 | Serbia (bandiera) | C     | Nemanja Krstić     |
| 77 | Serbia (bandiera) | C     | Nikola Petrović    |
|    | Serbia (bandiera) | P     | Dragoslav Poleksić |